# Paradoxus osyridellus
Paradoxus osyridellus is een vlinder uit de familie van de stippelmotten (Yponomeutidae). De wetenschappelijke naam van de soort werd in 1869 gepubliceerd door Millière.